# Saint Patrick's Cathedral (New York)

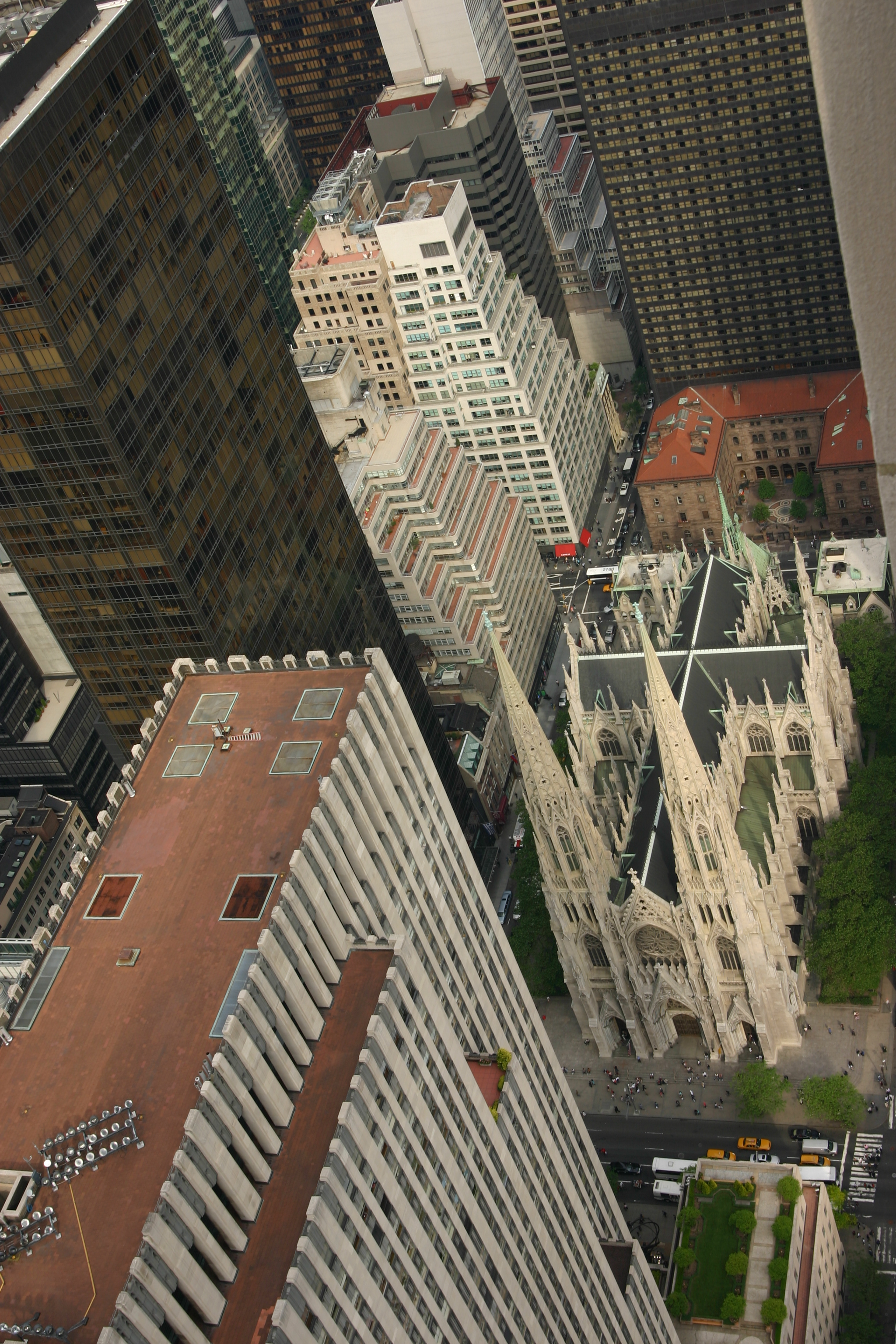
St. Patrick's Cathedral van bovenaf gezien

Saint Patrick's Cathedral is een rooms-katholieke kathedraal gelegen aan Fifth Avenue ter hoogte van de 50th Street van Manhattan in New York. De kathedraal is de zetel van het aartsbisdom New York. 
De kerk is 110 m lang en 58 m breed. Het schip is 36 m hoog en 16 m breed. De twee spitse torens zijn ruim 100,5 m hoog. De voorzijde heeft drie bronzen deuren.

## Geschiedenis
In 6 maart 1810 werd de grond gekocht voor 11.000 dollar, eigenlijk was het plan om er een weeshuis te bouwen. Aartsbisschop John Joseph Hughes kondigde op 6 oktober 1850 aan dat hij op die plek een nieuwe kathedraal wilde bouwen, ter vervanging van de oude Sint-Patrickskathedraal (nog immer gevestigd tussen Prince Street en Mott Street). Deze St. Patrick's Old Cathedral werd in 1866 verwoest door brand en in 1868 geheel herbouwd. Het is nog steeds een parochiekerk en tevens het oudste katholieke gebouw van de stad New York.
Op 15 augustus 1858 werd de eerste steen van de nieuwe kathedraal gelegd. Het gebouw is ontworpen door architect James Renwick en geïnspireerd op onder meer de Dom van Keulen en de Kathedraal van Amiens. Tijdens de Amerikaanse Burgeroorlog lag het werk tot 1865 stil. In 1878 was het gebouw klaar en op 25 mei 1879 werd het door aartsbisschop John McCloskey ingewijd. In 1882 werd er een school geopend en het huis van de bisschop en de pastorie zijn er in 1882–1884 aan toegevoegd. De beide torens, aan de voorzijde van het gebouw, waren in 1888 gereed en waren korte tijd de hoogste bouwwerken in de stad. De uitbreiding aan de oostkant en de Lady Chapel (architect: Charles T. Mathews) begon in 1901. De kathedraal werd tussen 1927 en 1931 geheel gerenoveerd, toen is ook het tweede orgel toegevoegd en werd de begraafplaats uitgebreid.

## Diversen
- De kathedraal heeft twee orgels die samen kunnen worden bespeeld. De twee orgels samen hebben 9838 pijpen.
- De Lady Chapel is gewijd aan de Heilige Maagd Maria. Hierin staat een Piëta van de beeldhouwer William O. Partridge.
- Boven het kerkorgel bevindt zich de rozet (roosvenster) met diameter van 3,6 m.

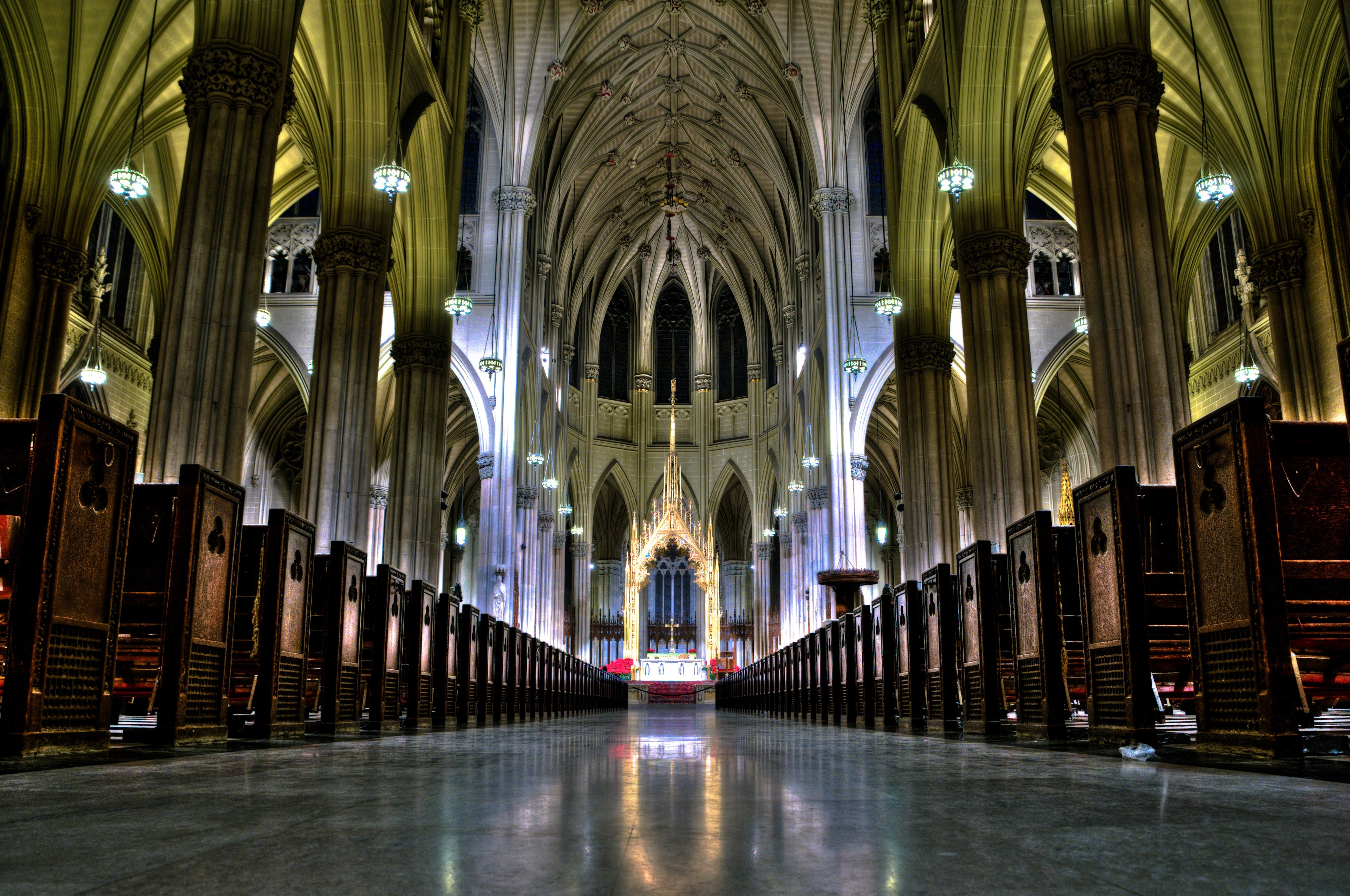
Het interieur

- Elk jaar komen er zo'n 3 miljoen bezoekers.